# 暗邪西部
《暗邪西部》是一款动作冒险游戏，由Flying Wild Hog开发并由Focus家庭互动娱乐公司发行。该游戏于2022年11月22日发布，适用于Windows、PlayStation 4、PlayStation 5、Xbox One和Xbox Series X/S。

## 游戏玩法
《暗邪西部》是一款以第三人称视角进行的动作冒险游戏。玩家在游戏中控制吸血鬼猎人Jesse Rentier。杰西配备了强大的枪支，包括六发手枪、步枪和火焰喷射器，以及近战武器，包括可以积累电能的手套和斧头。敌人可以在近战攻击后被击晕，允许玩家使用特殊的终结技来处决他们。玩家还可以利用环境来发挥自己的优势。例如，可以将敌人踢入尖刺陷阱，或射击炸药桶。玩家偶尔会遇到boss角色，这是具有独特攻击模式的强大敌人。随着玩家在游戏中的进步，他们将升级并获得新的技能和能力。该战役可以与其他玩家合作进行。 

## 前提
Jesse Rentier是一个秘密的吸血鬼狩猎组织的最后一名特工，他必须保护美国西部免受超自然怪物的侵害。 

## 开发
《暗邪西部》由影子武士系列的开发商波兰工作室Flying Wild Hog开发。游戏的连击系统灵感来自鬼泣系列，而第三人称视角和近战格斗则灵感来自2018年的《战神》。
Flying Wild Hog和出版商Focus Entertainment于2020年9月首次宣布合作。该游戏在2020 年游戏大奖上正式公布。该游戏最初定于2022年9月20日在Windows、PlayStation 4、PlayStation 5、Xbox One和Xbox Series X/S上发布，但后来被推迟到2022年11月22日